# 이와키 다카요시
이와키 다카요시(일본어: 岩城隆恭, 1724년 10월 22일 ~ 1782년 12월 7일)는 에도 시대 중기의 다이묘이다. 데와 가메다번 제6대 번주. 어릴적 이름은 쓰루지로(鶴次郎)이고, 초명은 미치타카(倫隆), 무라토시(村寿), 다카미쓰(隆光)이며, 통칭은 가즈마(数馬), 민부(民部)이다. 관위는 종5위하, 이요노카미, 사쿄노스케(左京亮)이다.
이와야도 다테가 당주 다테 무라모치(伊達村望)의 아들로 태어났다. 어머니는 다테씨의 가신 사카 고로자에몬의 딸이다. 엔쿄 2년(1745년) 11월 10일, 가메다 번의 선대 번주인 이와키 다카쓰구가 사망하자, 말기양자로서 가문을 계승하였다. 이는 이와키 다카쓰구가 다테씨로부터 입적된 양자였기 때문이다. 이러한 양자 상속과 더불어, 가메다 번 안에서는 다카요시를 따라 새로 들어온 다테씨의 가신과, 기존 이와키씨의 가신들 사이에 권력 투쟁이 벌어졌고, 게다가 본가인 구보타 번과의 다툼도 일어나는 등 고난이 계속되었다.
게다가 흉작이 연이어 발생하면서 번 재정이 궁핍해졌고, 영지 내 백성들 다수도 도망치고 흩어져, 성벽 재건조차 할 수 없었다고 전해진다. 또 에도의 저택에 비가 새는 것을 수리하지 못하고, 유의(油衣, 기름칠한 비옷)로 버텼기 때문에, '이와키의 빨간 유의'라는 별명을 얻어 야유받았다는 에피소드가 있다. 덴메이 2년(1782년) 11월 3일(11월 5일이라고도 함)에 사망하였고, 둘째 아들 다카노리가 그 뒤를 이었다.